# Friedrich Christian Delius
Friedrich Christian Delius (Roma, 13 de fevereiro de 1943 – Berlim, 30 de maio de 2022) foi um escritor alemão.

## Biografia
Delius nasceu em Roma, Itália e passou entre 1944 e 1963 parte da sua juventude em Wehrda, bairro de Haunetal e Korbach. Obteve o Abitur em 1963, mudou-se para Berlim e formou-se em 1970 em literatura pela Universidade Livre de Berlim bem como na Universidade Técnica de Berlim. Nos anos de 1970 a 1973, Delius trabalhou como leitor na editora Klaus Wagenbach. Desde 1978 foi escritor independente. Delius começou na década de 1960 com textos satíricos. Na década de 1970, ele escreveu vários romances - muitas vezes relacionados com a História da Alemanha Ocidental. Friedrich Christian Delius foi membro da associação internacional de escritores P.E.N. (seção Alemanha), da Academia Alemã de Língua e Literatura e da Freie Akademie der Künste in Hamburg. Possui uma vasta publicação que vai desde narrativas, romances e textos críticos e recebeu diversas premiações, entre outros, em 2007, o prêmio Joseph-Breitbach-Preis, o prêmio literário mais dotado da Alemanha. Em 2009 recebeu o prêmio Evangelischer Buchpreis para Bildnis der Mutter als junge Frau.
Delius morreu em 30 de maio de 2022, aos 79 anos de idade, em Berlim.

## Obra

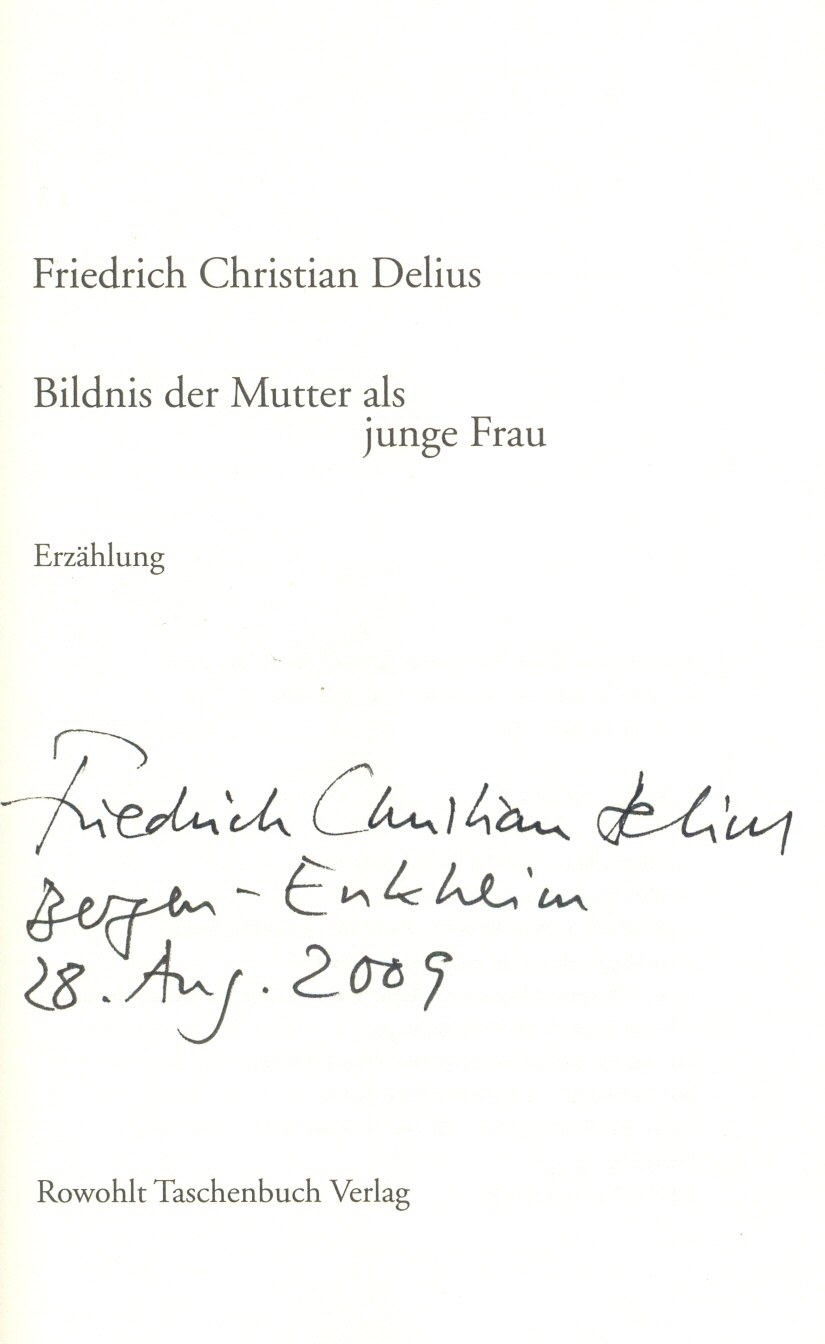
Autógrafo.

- Die Frau, für die ich den Computer erfand, Reinbek (Hamburgo) 2009. ISBN 978-3-87134-642-2
- Bildnis der Mutter als junge Frau, Berlim 2006, ISBN 3-87134-556-3
- Prospero. Ópera. Música: Luca Lombardi. UA 2006
- Die Minute mit Paul McCartney, Berlim 2005
- Mein Jahr als Mörder, Berlim 2004. ISBN 3-87134-458-3
- Warum ich schon immer Recht hatte - und andere Irrtümer, Berlim 2003. ISBN 3-87134-466-4
- Der Königsmacher, Berlim 2001
- Transit Westberlin, Berlim 1999 (junto com Peter Joachim Lapp)
- Die Flatterzunge, Reinbek (Hamburgo) 1999. ISBN 3-498-01310-6
- Amerikahaus und der Tanz um die Frauen, Reinbek (Hamburgo) 1997
- Die Verlockungen der Wörter oder Warum ich immer noch kein Zyniker bin, Berlim 1996
- Die Zukunft der Wörter, Paderborn 1995
- Der Spaziergang von Rostock nach Syrakus, Reinbek (Hamburgo) 1995. ISBN 3-498-01302-5
- Der Sonntag, an dem ich Weltmeister wurde, Reinbek (Hamburgo) 1994
- Selbstporträt mit Luftbrücke, Reinbek (Hamburgo) 1993
- Himmelfahrt eines Staatsfeindes, Reinbek (Hamburgo) 1992
- Die Birnen von Ribbeck (As Pêras de Ribbeck), Reinbek (Hamburgo) 1991
- Japanische Rolltreppen, Reinbek (Hamburgo) 1989
- Mogadischu Fensterplatz, Reinbek (Hamburgo) 1987
- Einige Argumente zur Verteidigung der Gemüseesser, Berlin 1985
- Adenauerplatz, Reinbek (Hamburgo) 1984
- Die unsichtbaren Blitze, Berlim 1981
- Ein Held der inneren Sicherheit, Reinbek (Hamburgo) 1981
- Ein Bankier auf der Flucht, Berlim 1975
- Rezepte für Friedenszeiten, Berlim [e outros] 1973 (junto com Nicolas Born e Volker von Törne)
- Unsere Siemens-Welt, Berlim 1972
- Der Held und sein Wetter, Munique 1971
- Wenn wir, bei Rot, Berlim 1969
- Wir Unternehmer, Berlim 1966 (junto com Karl-Heinz Stanzick)
- Kerbholz, Berlim 1965

## Literatura
- Wilfried F. Schoeller: Kleiner Rückblick auf die Tugend des Zersetzens. Rede auf Friedrich Christian Delius. Em: Junho. Magazin für Kultur und Politik am Niederrhein. Nr. 2/88. Juni-Verlag. Viersen 1988. ISSN 0931-2854
- Karin Graf (ed.): Friedrich Christian Delius. Munique 1990. 65 pág. ISBN 3-89129-067-5
- Manfred Durzak und Hartmut Steinecke (ed.): F. C. Delius - Studien über sein literarisches Werk, Tübingen 1997

## Prêmios
- 2011 - Georg-Büchner-Preis
- 2009 - Evangelischer Buchpreis para Bildnis der Mutter als junge Frau
- 2008/09 - Stadtschreiber von Bergen
- 2007 - Joseph-Breitbach-Preis
- 2007 - Deutscher Kritikerpreis
- 2007 - Schubart-Literaturpreis
- 2004 - Prêmio Fontane da cidade de Neuruppin
- 2004 - Walter-Hasenclever-Literaturpreis
- 2002 - Samuel-Bogumil-Linde-Preis
- 2001 - Bolsa de estudo Daimler-Chrysler da Casa di Goethe (Roma)
- 1997 - Mainzer Stadtschreiber
- 1996 - Bolsa de estudo Schloss Wiepersdorf
- 1989 - Gerrit-Engelke-Preis
- 1971 - Bolsa de estudo Villa-Massimo
- 1967 - Prêmio Junge Generation do prêmio Kunstpreis Berlin